# Équipe cycliste DNA
L'équipe cycliste DNA (officiellement DNA Pro Cycling) est une équipe cycliste professionnelle féminine basée aux États-Unis. 

## Histoire de l'équipe
L'équipe est née de la fusion des équipes amateurs Visit Dallas et DNA.
Elle disparait à la fin de la saison 2024 après 12 saisons d'existence,.

## Classements UCI
Ce tableau présente les places de l'équipe au classement de l'Union cycliste internationale en fin de saison, ainsi que la meilleure cycliste au classement individuel de chaque saison.
| Année | Classement par équipes | Meilleure coureuse au classement individuel |
| 2016  | 34e                    | Mandy Heintz (216e)                         |
| 2017  | 33e                    | Claire Rose (120e)                          |
| 2021  | 48e                    | Sharlotte Lucas (211e)                      |

## Encadrement
En 2016 et 2017, le directeur sportif est Scott Warren. Il est assisté par Dave Harward. Le représentant de l'équipe auprès de l'UCI est Alex Kim.

## Partenaires
La ville de Dallas et le fabricant de vêtements cycliste DNA sont les partenaires de l'équipe.
En 2016, l'équipe utilise du matériel Orbea.

## DNA en 2022

### Effectif
| Effectif 2022       | Effectif 2022     | Effectif 2022    | Effectif 2022                    |
| Cycliste            | Date de naissance | Pays             | Équipe précédente                |
| ------------------- | ----------------- | ---------------- | -------------------------------- |
| Anet Barrera        | 9 septembre 1998  | Mexique          | Agolico (2020)                   |
| Erica Clevenger     | 30 avril 1994     | États-Unis       | Sho-Air Twenty20 (2019)          |
| Maggie Coles-Lyster | 12 février 1999   | Canada           | Macogep (2018)                   |
| Daphnee Karagianis  | 31 août 1985      | États-Unis       | Team Illuminate (2019)           |
| Kimberly Lucie      | 21 avril 1986     | États-Unis       |                                  |
| Mia Kilburg         | 27 octobre 1989   | États-Unis       |                                  |
| Kira Payer          | 11 janvier 1999   | États-Unis       |                                  |
| Diana Peñuela       | 8 septembre 1986  | Colombie         | Tibco-Silicon Valley Bank (2021) |
| Kaitlyn Rauwerda    | 20 avril 2000     | Canada           |                                  |
| Nicole Shields      | 9 septembre 1999  | Nouvelle-Zélande |                                  |
| Brenna Wrye-Simpson | 14 novembre 1987  | États-Unis       |                                  |
|                     |                   |                  |                                  |
| Source : UCI        |                   |                  |                                  |

### Victoires

#### Sur route
| Victoires | Victoires                            | Victoires  | Victoires | Victoires           | Victoires |
| Date      | Course                               | Pays       | Classe    | Vainqueur           |           |
| --------- | ------------------------------------ | ---------- | --------- | ------------------- | --------- |
| 11 fév.   | Championnat de Colombie sur route    | Colombie   | CN        | Diana Peñuela       |           |
| 22 mai    | 4e étape de la Joe Martin Stage Race | États-Unis | 2.2       | Maggie Coles-Lyster |           |

### Classement mondial
| Classement UCI | Classement UCI      | Classement UCI   | Classement UCI |
| Coureuse       | Coureuse            | Pays             | Points         |
| -------------- | ------------------- | ---------------- | -------------- |
| 147e           | Diana Peñuela       | Colombie         | 210 pts        |
| 256e           | Maggie Coles-Lyster | Canada           | 108 pts        |
| 447e           | Emily Marcolini     | Canada           | 57 pts         |
| 454e           | Anet Barrera        | Mexique          | 55 pts         |
| 928e           | Erica Clevenger     | États-Unis       | 11 pts         |
| 1155e          | Kira Payer          | États-Unis       | 3 pts          |
| 1155e          | Nicole Shields      | Nouvelle-Zélande | 3 pts          |
| 1310e          | Daphnee Karagianis  | États-Unis       | 1 pt           |